# Chronologie des femmes dans la guerre du XVIe au XVIIe siècle
Historiquement, la guerre est principalement un domaine d'hommes mais des femmes ont également joué un rôle, en tant que dirigeantes, espionnes et, moins souvent, combattantes. Suit une chronologie des femmes remarquables qui, dans l'une de ces capacités, ont été activement engagées dans la guerre du XVIe au XVIIe siècle.
Elle n'inclut pas les monarques féminins ou autres dirigeantes qui n'ont pas mené de troupes.

## 1500-1550
- Début du XVIe siècle : Christophe Colomb rapporte avoir été attaqué par des femmes archers. Des militaires accompagnant les explorateurs Francisco de Orellana, Francisco Pizarro ou Rodrigo de Bastidas parlent de femmes se battant aux côtés des hommes en Amérique du Sud. Plusieurs femmes espagnoles combattent en tant que conquistadors de l'expédition de Cortés ; parmi elles, María de Estrada et Beatriz Bermúdez de Velasco (en). María de la Candelaria (en) mène une révolte contre les envahisseurs européens[1].
- Début du XVIe siècle : Amina de Zaria, la « reine guerrière » de la cité-état de Zazzau, mène ses troupes dans des campagnes victorieuses[2].
- Début du XVIe siècle : la reine Idia du Bénin, stratège et guerrière, est créditée des conquêtes de l'Igala[3].
- XVIe siècle : Maeda Matsu assure la sécurité du clan Maeda durant la bataille de Sekigahara et le siège d'Osaka[4].Maeda Matsu.

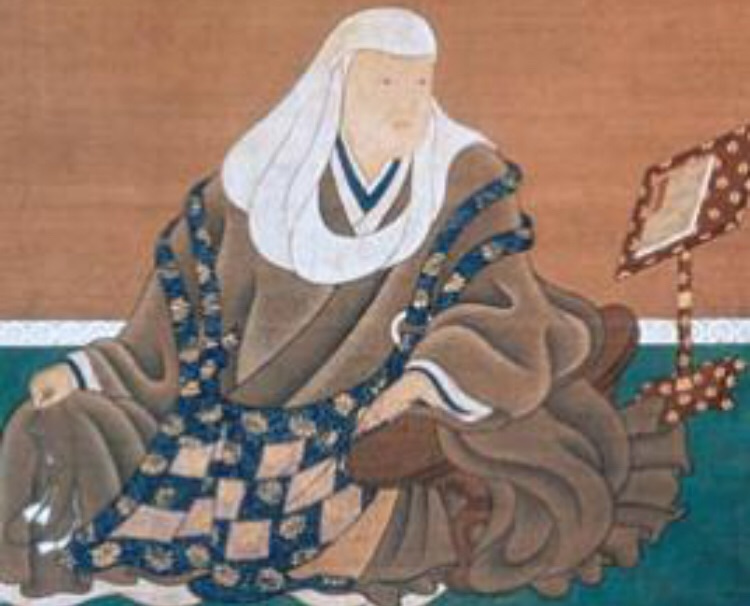
Maeda Matsu.

- XVIe siècle : Mah Chuchak Begum (en) mène son armée en personne et défait Munim Khan au Jalalabad[5].
- XVIe siècle : des explorateurs portugais rapportent qu'un groupe de femmes guerrières existe au Congo et que leur roi assigne des régions où seules des filles seraient élevées. La reine Njinga du Ndongo et du Matamba résiste aux Portugais en Angola[6].
- XVIe siècle : fondation du Sikhisme dont l'un des principes est l'égalité hommes-femmes. Il permet aux femmes de participer au combat et à la guerre[7],[8].
- XVIe siècle : Fujishiro Gozen (en) meurt au combat, défendant son château Fujishiro-kan[9].
- XVIe siècle : Louise Labé déguisée en chevalier se bat dans les rangs d'Henri II alors Dauphin de France au siège de Perpignan[10].
- XVIe siècle : L'impératrice Orompoto du Yoruba combat à la bataille d'Illayi[11],[12].
- 1501 : Christine de Saxe tient la ville de Stockholm lors d'une rébellion suédoise contre les Danois.
- 1502 : Anne Rud (en) défend la forteresse de Bohus en l'absence de son époux, le commandant Henrich Krummedige[13].
- 1503 : Costanza d'Avalos mène la défense de l'île forteresse d'Ischia contre les Français[14].
- 1505 : Ingeburge Tott défend son fief au château du Häme en Finlande contre les attaques d'un noble voisin[15].
- 1511 : Gertruid Bolwater (en) défend Venlo[16].
- 1511–1513 : Gunilla Bese (en), veuve du gouverneur du château de Vyborg, défend son domaine contre les Russes[17].
- 1513 : Catherine d'Aragon, régente durant le règne d'Henri VIII, participe en armure à la bataille de Flodden[18].Catherine d'Aragon.

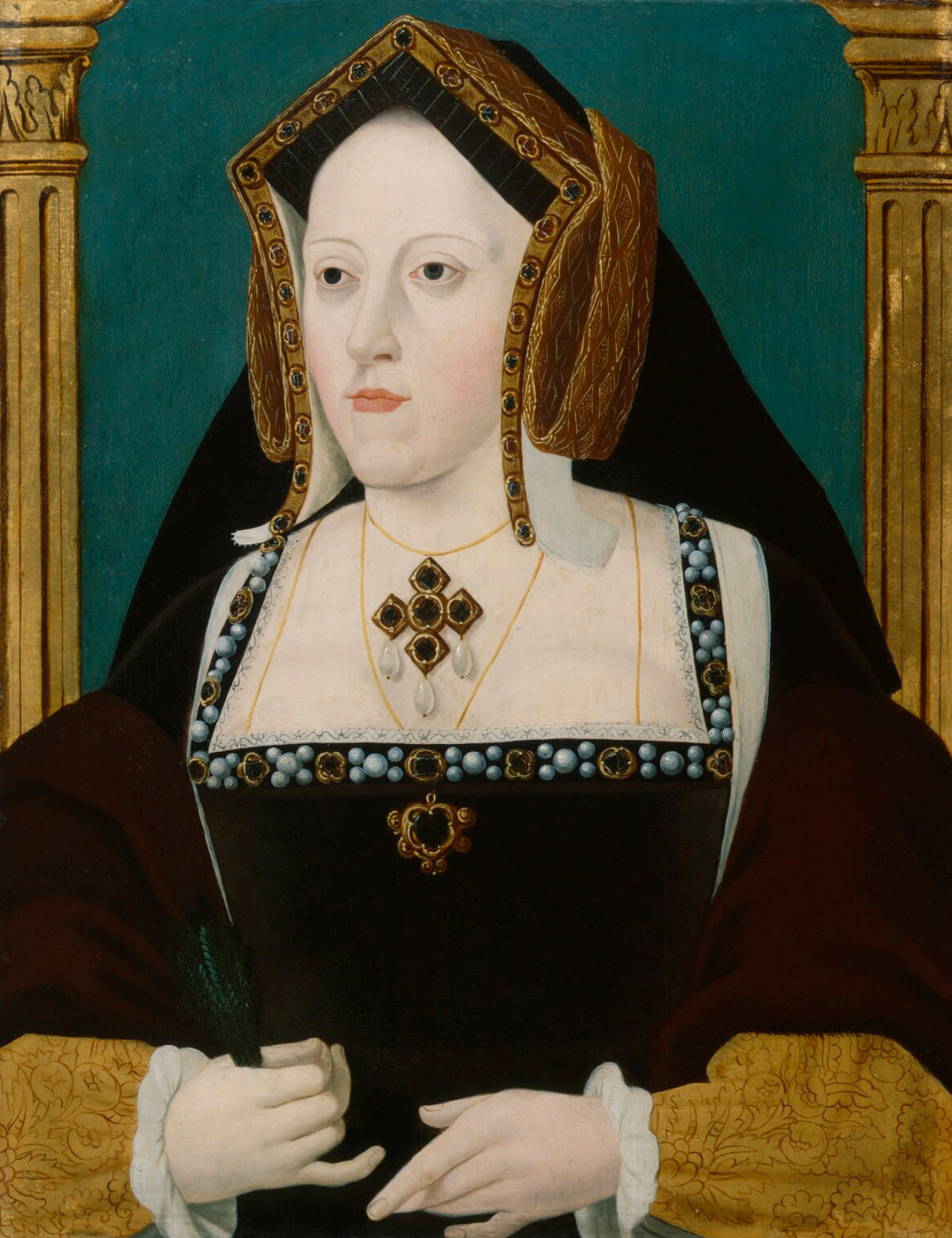
Catherine d'Aragon.

- 1513–1515 : Quilago (en), reine de Cochasquí en Équateur, défend son territoire contre l'expansion de l'Empire Inca[19].
- 1520 : Christine Gyllenstierna devient la commandante de la défense de la Suède et de Stockholm durant la guerre contre le Danemark[20].
- 1520 : Anna Bielke (en) défend la ville de Kalmar à la place de son époux durant la guerre entre la Suède et le Danemark[21],[22].
- 1520 : Barbro Stigsdotter (en) aide le rebelle et futur roi de Suède, Gustave Ier Vasa, à échapper à la capture par les Danois et devient une héroïne de guerre dans le pays[23].
- 1521: María Pacheco défend la cité de Tolède durant la guerre des Communautés de Castille[24].
- 1521–1523 : L'abbesse Anna Leuhusen (en), loyaliste danoise à Stockholm, trahit les rebelles lors de la guerre suédoise de libération[25].
- 1522 : Sati Sadhani (en), fille du roi Chutia Dharmadhwajpal, joue un rôle de premier plan dans la lutte contre les ahoms pendant les conflits Chutia-Ahom (1512-1522) dans l'ancien Assam, État du nord-est de l'Inde[26].
- 1527 : Euphemia Leslie (en) conquiert le château d'Elcho en Écosse[27].
- 1534 : Hille Feicken (en) et les femmes du régiment anabaptiste de Münster participent à la défense de la ville[28].
- 1538 : Veronica Gambara organise avec succès la défense de Correggio[29].
- 1539–1540 : Gaitana est à la tête de l'armée de son peuple Yalcon face à l'invasion espagnole entre 1538 et 1540[30].
- 1540 : Gaspar de Carvajal est attaqué par une bande d'amazones alors qu'il traverse le Brésil[31].

- 1541 : Tsuruhime dirige une armée dans la bataille et repousse les samouraïs Ōuchi à la mer quand ils attaquent Ōmishima[4].
- 1543: Catherine Ségurane défend la ville de Nice[32].
- 1545 : Les Écossaises participent à la bataille d'Ancrum Moor[33].
- 1546 : Isabel Madeira (en), Isabel Fernandes, Catarina Lopes (en) et Isabel Dias, soldates portugaises, participent à la défense de la ville de Diu, en Inde[34].
- 1546 : Durant le second siège de Diu, Isabel Madeira (en) (capitaine), Catarina Lopes (en), Garcia Rodrigues, Isabel Fernandes et Isabel Dias forment un groupe de femmes combattantes en première ligne de la bataille contre les Turcs[34].
- 1547 : Mariotta Haliburton (en) défend et négocie la reddition du château de Hume[35].

- 1548 : La reine thaïlandaise Sri Suriyothai et la princesse Tepastri participent à la bataille des éléphants avec le roi Maha Chakkraphat (en) contre les envahisseurs birmans[36].

## 1550-1599
- Vers 1550 : Inés Suárez se bat aux côtés de Pedro de Valdivia durant la conquête du Chili[37].
- 1548–1580 : Période probable du règne de la légendaire reine malaisienne Siti Wan Kembang (en). Selon la légende, elle est allée au combat l'épée à la main en menant une armée de cavalières[38].
- 1555 : La chinoise de l'ethnie zhuang, Wa Shi (en) mène des troupes au combat au nom de la dynastie Ming[39].
- 1557 : Wa Shi dirige plus de 6 000 fantassins zhuang contre les pirates et les bat à Wangjiangjing (au nord du Jiaxing moderne). Elle a personnellement combattu en utilisant une épée dao[40].
- 1558 : En Écosse, Janet Beaton (en) marche à la tête d'un groupe armé composé de deux cents membres de son clan vers le Kirk de Sainte-Marie des Lowes à Yarrow, où elle tente d'appréhender Sir Peter Cranstoun[41].
- 1564 : La reine indienne Dourgavati mène ses troupes contre l'armée mongole mais elle est vaincue[42].
- 1565 : Lady Shirai (en) meurt au combat[43].
- Décembre 1568 : Otazu no kata meurt au combat en compagnie de 18 femmes armées[44].
- 1569 : Margot Delaye perd un bras en combattant l'amiral de Coligny lors de son siège de Montélimar. Une statue à un bras est érigée en son honneur[45].Margot Delaye.

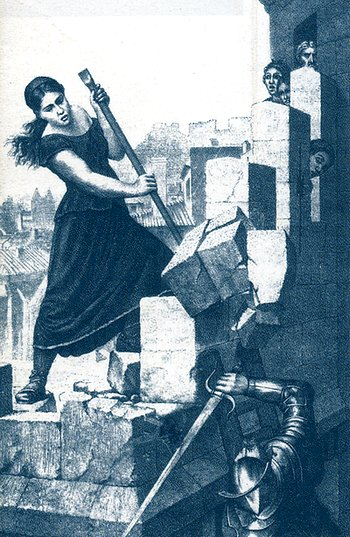
Margot Delaye.

- 1569 : Brita Olofsdotter (en), veuve de Nils Simonsson, combat dans les troupes finnoises de la cavalerie suédoise en Livonie. Elle est tuée durant la bataille et le roi Jean III de Suède ordonne que son salaire soit versé à sa famille[46].
- 1569 : Lady Agnes Campbell (en), femme de Turlough Luineach O'Neill, dirige ses troupes durant la bataille[47].
- 1569 : Lady Ichikawa (en) défend le château de Konomine[48].
- Décembre 1569 : Myōki défend le château de Hio dans la province de Musashi contre l'attaque du clan Takeda.
- 1571 : Maria la Bailadora participe en tant que membre des Marines à la bataille de Lépante habillée en homme[49].
- 1572 : Maria van Schooten (en) participe à la défense lors du siège d'Haarlem par les troupes espagnoles, meurt et se voit accorder des funérailles militaires[50].
- 1573 : Trijn Rembrands (en) aurait participé à la défense d'Alkmaar[51].
- 1575 : Kamehime (en) prend une part active à la bataille de Nagashino dans la province de Mikawa[52].
- 1576 : l'explorateur portugais Pedro de Magalhães de Gandavo rapporte que les Indiennes tupinamba du nord-est du Brésil « renoncent à tous les devoirs de femmes et imitent les hommes (…). Elles portent les cheveux coupés de la même manière que les hommes, et partent en guerre avec des arcs et des flèches; chacun a une femme pour la servir, à qui elle dit qu'elle est mariée, et elles se traitent et se parlent comme un homme et sa femme »[53].
- 1576-1578 : Lors de la guerre civile en Géorgie, Dedisimedi (en) s'implique personnellement dans les combats et dirige les opérations à Queli et Tmogvi[54].
- 1577 : Ueno Tsuruhime (en) conduit trente-trois femmes dans une action suicide contre l'armée du Clan Mōri dans le château de Tsuneyama[55].

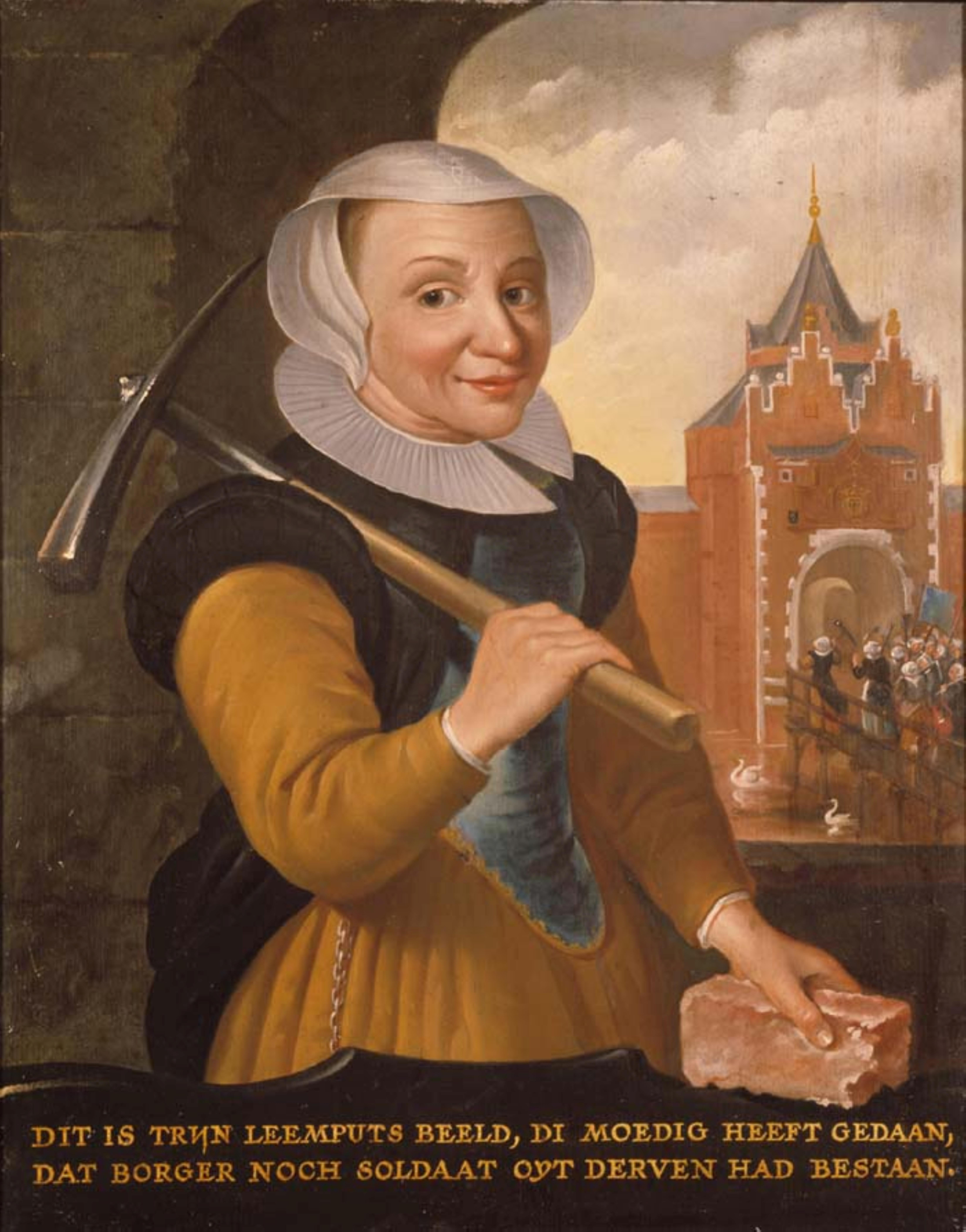
Trijn van Leemput.

- 1577 : La néerlandaise Trijn van Leemput rassemble des femmes à Utrecht pour se battre contre les espagnols[56].
- 1580 : Lors de la bataille de Senbon Matsubaru entre Takeda Katsuyori et Hōjō Ujinao, environ 30% de l'armée au combat se composait de femmes samouraï (Onna-bugeisha)[55].
- 1581 : Philippe-Christine de Lalaing défend la ville de Tournai contre Alexandre Farnèse, duc de Parme[57].
- 1584 : La capitaine Mary Ambree (en) participe aux combats contre les espagnols pour la ville belge de Gand[58].
- 1584-1590 : Akai Teruko (en) commande la bataille du château de Kanayama à 70 ans. Elle combat durant le siège du château de Matsuida aux côtés de Maeda Toshiie et Toyotomi Hideyoshi au siège d'Odawara au Japon[55].
- 1584 : Katō Tsune (en) résiste à Sassa Narimasa durant le siège du château de Suemori en fournissant de la nourriture et de l'aide médicale aux guerriers blessés et en s'armant d'un naginata pour combattre à leurs côtés pendant le conflit[4].María Pita.

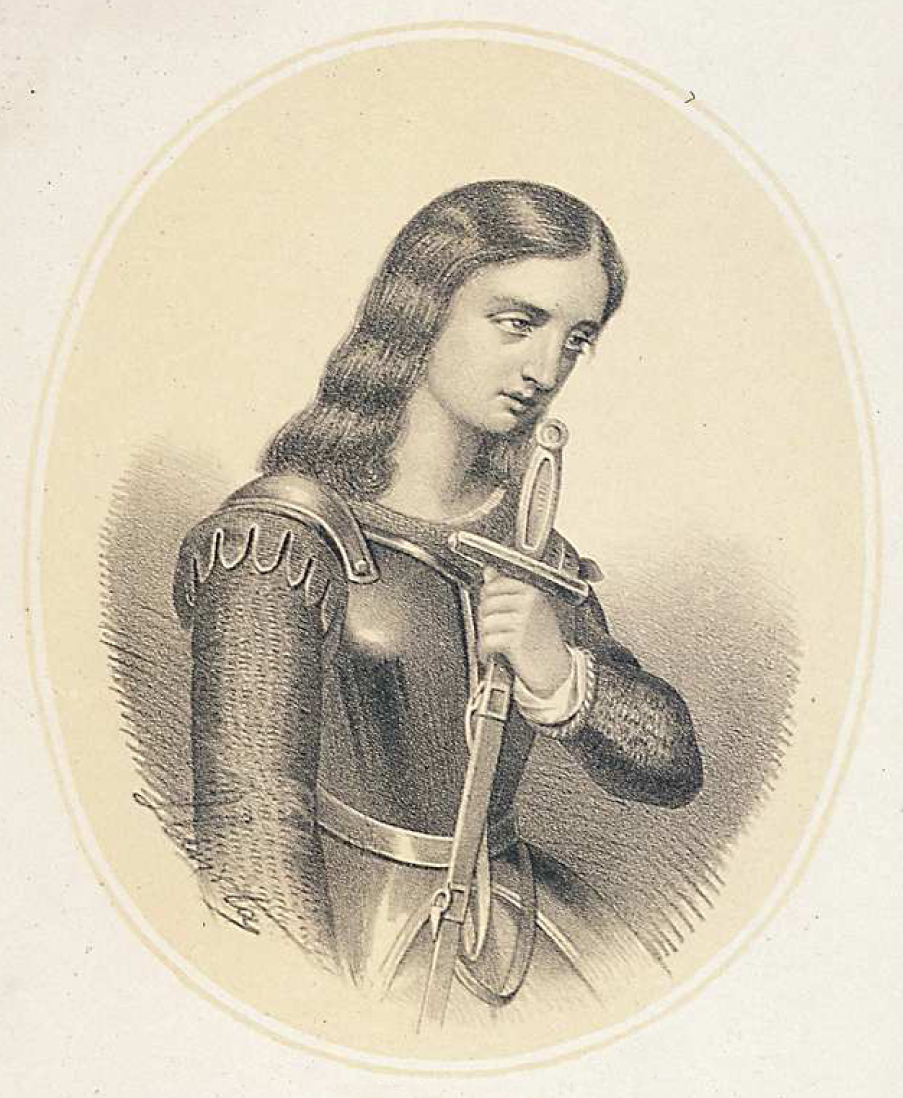
María Pita.

- 1585-1586 : Myorin (en) mène la défense du château de Tsurusaki durant la campagne de Kyushu. Lorsque l'armée de Shimazu se retire de Tsurusaki, elle avance contre 3 000 hommes et décapite deux commandants ennemis à Terajihama[59].
- 1585 à 1589 : Onamihime se bat contre son neveu, Date Masamune, durant la bataille d'Hitotoribashi, la bataille de Suriagehara et la bataille de Koriyama.
- 1587 : Catharina Rose commande un bataillon de femmes lors du siège espagnol de Sluis en Flandre[60].
- 1589 : Maria Pita participe à la défense de La Corogne contre l'armada anglaise[61].
- 1590 : Kaihime dirige 200 cavaliers lors du siège d'Oshi contre le clan Toyotomi dans la campagne d'Odawara.
- 1590 : Françoise de Cezelli bat l'armée espagnole lors de la bataille de Leucate[62].
- 1595 : La reine indienne Chand Bibi combat les Moghols[63].
- 1597 : Ebba Stenbock mène la défense du château de Turku en Finlande après la mort de son gouverneur[64].

## 1600-1650
- XVIIe siècle : La reine guerrière Belawadi Mallamma est la première femme à former une armée féminine dans l'histoire de l'Inde, qu'elle utilise pour lutter contre l'Empire marathe[65].
- XVIIe siècle à 1894 : les amazones du Dahomey sont un régiment entièrement féminin du royaume ouest-africain du Dahomey[66].
- XVIIe siècle : Antónia Rodrigues sert déguisée en homme dans l'armée portugaise. Elle est décorée pour sa bravoure dans la guerre contre les Maures[67].
- XVIIe siècle : Une femme sert dans les dragons hollandais entre 1642 et 1710. Elle est retrouvée morte après un duel privé et son squelette sans nom est donné à l'Université de Rotterdam où il est enregistré pour la première fois en 1710 comme "Aal de Dragonder"[68].
- XVIIe siècle : L'amirale Keumalahayati est tuée au combat en attaquant la flotte portugaise à Teuluk Krueng Raya[69].

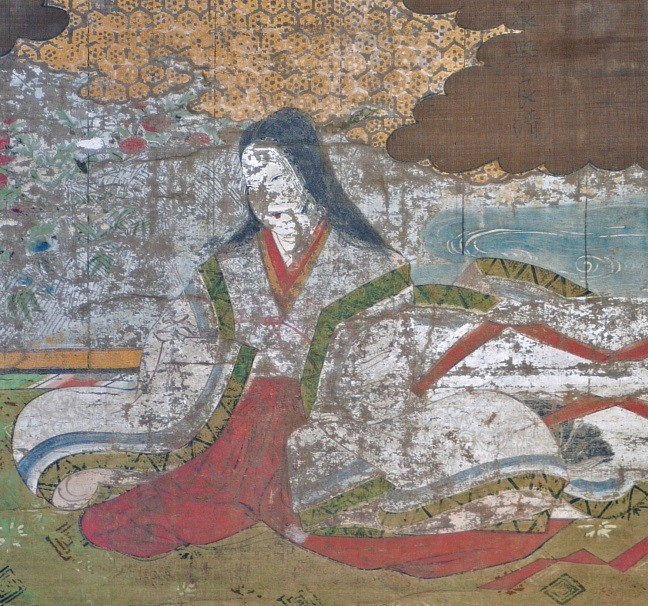
Tachibana Ginchiyo.

- 1600 : Ikeda Sen (en) combat aux côtés de son frère Terumasa contre l'armée occidentale dirigée par Ishida Mitsunari au siège du château de Gifu.
- 1600 : Numata Jakō participe à la défense pendant le siège de Tanabe[4].
- 1600 : Tachibana Ginchiyo, l'ancienne chef du clan Tachibana, combat au siège de Yanagawa[70].
- 1600 : Yuki no Kata défend le château d'Anotsu lors de la bataille de Sekigahara[4].
- 1600-1615 : Okaji no Kata, habillée en homme, combat à la bataille de Sekigahara et au siège d'Osaka.
- 1604-1611 : Margaretha, une femme de Frise, sert dans l'armée hollandaise habillée en homme pendant sept ans avant d'être découverte en 1611.
- 1607–1620 : Catalina de Erauso se bat en tant que soldat au Mexique, au Pérou et au Chili[71].
- 1612 : La suédoise Emerentia Krakow défend la forteresse de Gullberg contre les danois à la place de son époux blessée, le commissaire de la forteresse[72].
- 1612 : Selon la légende, Prillar-Guri participe à la bataille de Kringen[73].
- 1613–1648 : Qin Liangyu commande des armées en Chine[74].Qin Liangyu.

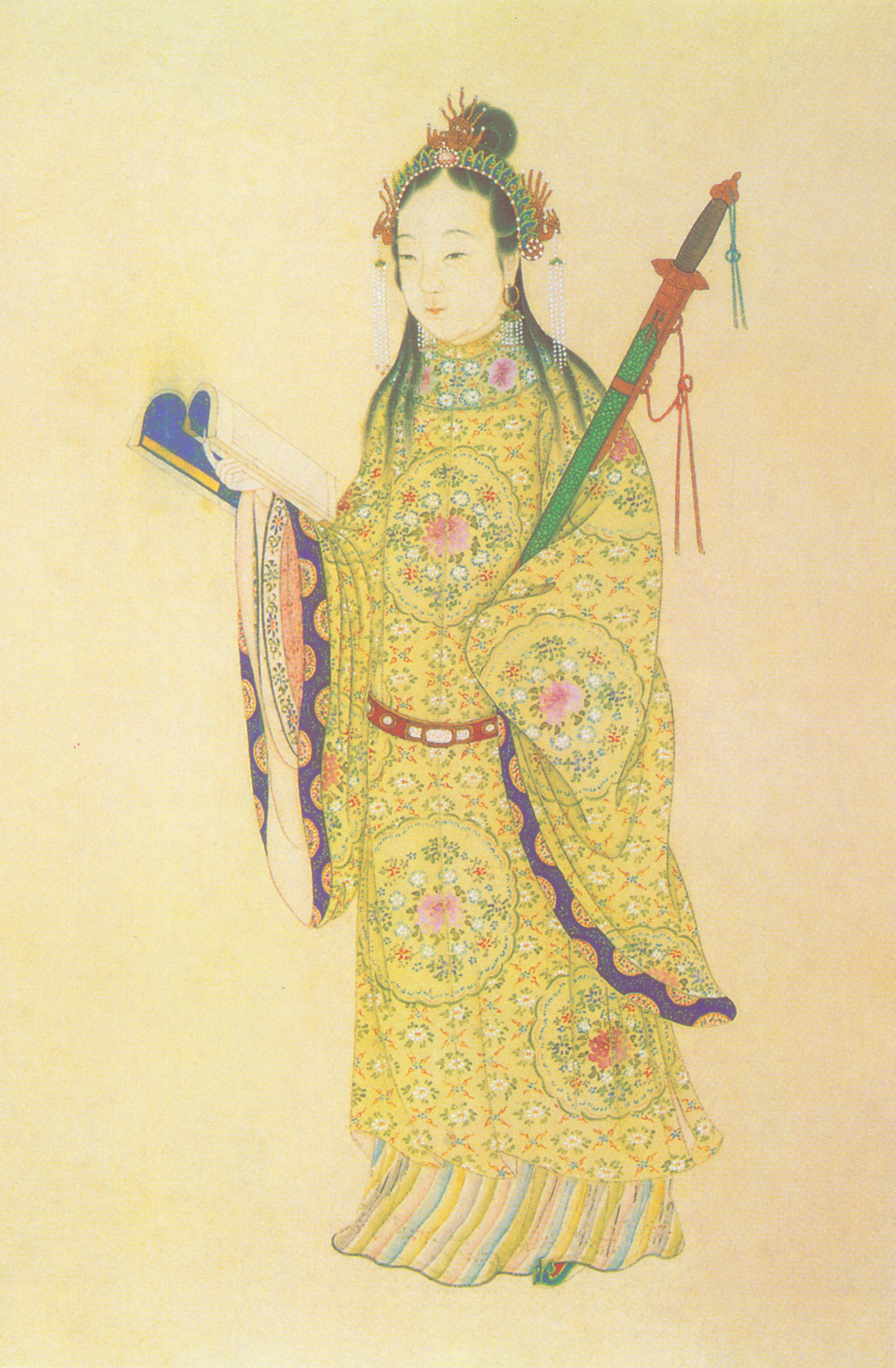
Qin Liangyu.

- 1614-1615 : Kōzōsu (en) participe à la défense du clan Toyotomi lors du siège d'Osaka[75].
- 1623 : Selon la légende, la reine des Ullal, Rani Abbakka Chowta, aurait repoussé les Portugais[76].
- 1624 : La colon Maria Ortiz défend la colonie portugaise d'Espírito Santo contre une tentative d'invasion hollandaise[77].
- 1625 : Trintje Symons (ou Trijntje Sijmons) sert dans l'armée hollandaise habillée en homme.
- 1625–1629 : Anne Jans est marin dans la marine néerlandaise sous le nom de Jan Janz.
- 1628 : Glasmästare-Kerstin est pendue après avoir découvert qu'elle s'est enrôlée comme soldat dans l'armée suédoise.
- 1628–1629 : Maritgen Jans sert dans la marine néerlandaise habillée en homme sous le nom de David van Gorkum.
- 1628–1632 : Barbara Adriaens sert dans l'armée néerlandaise habillée en homme sous le nom de Willem Adriaens[78].
- 5 juin 1639 : Lady Ann Cunningham dirige une troupe de cavalerie mixte dans la bataille de Berwick[79].
- 1630-1647 : Gao Guiying (en) dirige son armée en tant que général en Chine[80].
- 1641 : Elizabeth Dowdall (en) défend avec succès le château de Kilfinny pendant la rébellion irlandaise.
- 1641 : Hendrickgen Lamberts van der Schuyr sert dans l'armée hollandaise habillée en homme[81].Henrietta Marie de France.

Henrietta Marie de France.

- 1641 : Vrouwthe Frans est découverte après avoir servi dans l'armée hollandaise déguisée en homme.
- 1643–1644 : Shen Yunying dirige sa propre armée en Chine[82].
- 1643 : Lady Mary Bankes défend le château de Corfe pendant la guerre civile anglaise[83].
- 1643 : Lady Brilliana Harley défend le château de Brampton pendant la guerre civile anglaise[84].
- 1643 : Henriette-Marie de France revient de France en Angleterre, débarque dans le Yorkshire et rejoint les troupes royalistes pendant la guerre civile anglaise[85].
- 1643 : Lady Blanche Arundell défend le château de Wardour pendant la guerre civile anglaise[86].
- 1644 : Charlotte Stanley, comtesse de Derby, défend Latham House contre les forces parlementaires[87].
- 1645 : Françoise-Marie Jacquelin défend le fort la Tour pendant la guerre civile acadienne[88].
- 1644 : Hilleke Sell et Jenneke Everts servent dans l'armée hollandaise habillées en hommes[81]

## 1650-1699
- Fin des années 1600 : le poète pachtoune Nazo Tokhi défend une forteresse.
- 1652 : Anne-Marie-Louise d'Orléans, duchesse de Montpensier, tire les canons contre l'armée de Turenne pendant la Fronde.
- 1653 : Aagt de Tamboer, Anna Alders, Adriana La Noy, Anna Jans et Jannetje Pieters servent dans la marine néerlandaise habillées en homme.
- 1653 : La princesse de Moldavie, Doamna Ecaterina Cercheza (en), défend la ville de Suceava face au siège ottoman[89].
- 1659 : Après la mort de son époux, Anne Holck (en) mène la défense de l'île danoise de Langeland contre les Suédois pendant la guerre dano-suédoise[90].
- 1659–1667 : Willemtge Gerrits, Annetje Barents, Jacoba Jacobs, Engeltje Dirx et Jacoba Jacobs servent dans la marine néerlandaise en tant qu'hommes.
- 1670 : L'ataman rebelle russe, Alena Arzamasskaïa, commande un détachement d'environ 600 hommes et participe à la capture de Temnikov déguisée en homme[91].Ilona Zrinyi.

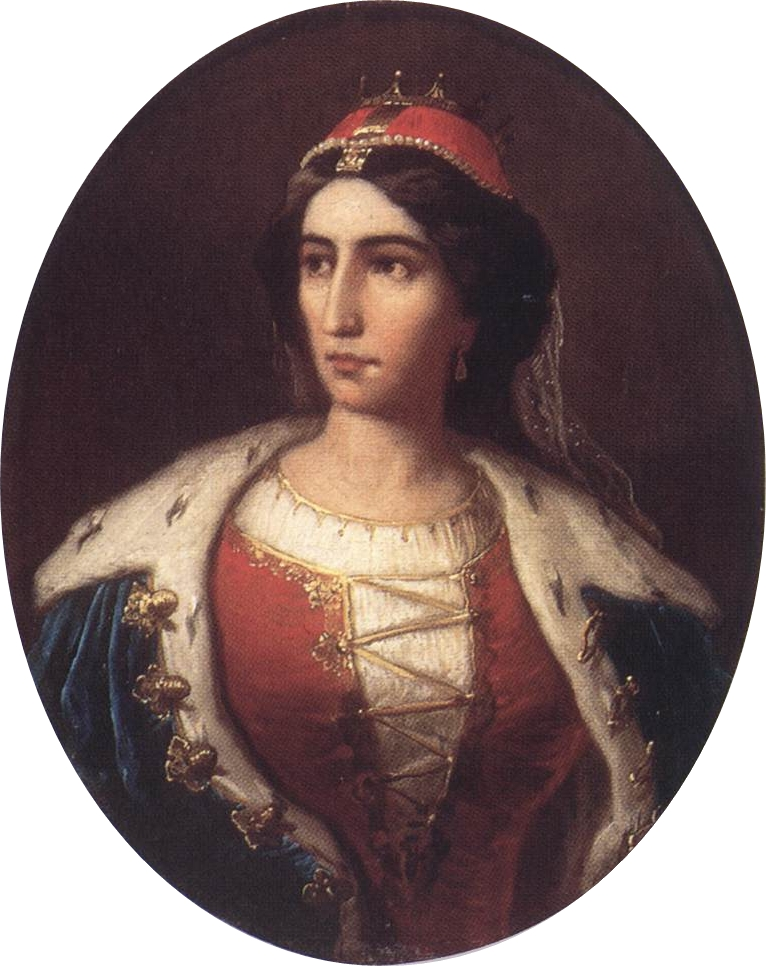
Ilona Zrinyi.

- 1672 : Margaretha Sandra participe à la défense de la ville d'Aardenburg contre les français[92].
- 1676 : Kong Sizhen (en) succède à son époux en tant que commandant militaire impérial chinois de Guanxi pendant la rébellion de Wu Sangui[93].
- 1676–1691 : Geneviève Prémoy sert dans l'armée française déguisée en homme[94].
- 1677–1689 : Pendant son règne de 12 ans, Keladi Chennamma (en) repousse l'armée moghole dirigée par l'Aurangzeb depuis sa base militaire dans le royaume de Keladi situé à Sagara, Karnataka en Inde[95].
- 1679 : Lisbetha Olsdotter (en) est jugée pour avoir servi dans l'armée suédoise sous le nom de Mats Ersson[96].
- 1685–1688 : Ilona Zrínyi défend le château de Palanok à Munkács contre les forces des Habsbourg[97].
- Années 1690 : Kit Cavanagh (en) se déguise en homme pour se battre en dragon[98].
- 1690 : Anne Chamberlyne (en), déguisée en homme, combat les français à Beachy Head[99].
- 1691 : Anne-Isabelle de Guastalla, duchesse de Mantoue, défend Mantoue contre les espagnols en tant que régente pendant l'absence de son époux[100].
- 1691–1696 : Marie Magdelaine Mouron sert dans l'armée française habillée en homme[101].
- 1696 : la reine mongole Anu meurt en sauvant son mari à la bataille de Zuunmod[102].